# Трубопровід технологічний

Технологічні трубопроводи на Кавердинській установці комплексної підготовки газу, Полтавська область

Трубопровід технологічний (далі — Т.т.) — трубопровід, який є невід'ємною органічною частиною основної технології підприємства, особливості якої визначають параметри (діаметр, напір, продуктивність), матеріали труб (метал, скло, пластмаси, дерево тощо), способи укладки (надземний, наземний, підземний) і засоби транспортування (поршневі і відцентрові насоси, завантажувальні апарати, ерліфти).
В гірничій промисловості використовується на гідрошахтах, вуглезбагачувальних фабриках та гірничо-збагачувальних комбінатах, при розробці нафтових і газових родовищ. Використовується на підприємствах хімічної та харчової промисловості, гідротехнічного будівництва тощо.
В хімічній промисловості по Т.т. транспортуються вода, пара, повітря і всі необхідні для технологічного процесу речовини, що знаходяться в газоподібному або рідкому стані. Оскільки багато речовин, що транспортуються, є дуже агресивними, Т.т. прокладають над землею — на спеціальних естакадах або на окремих стійках. В разі необхідності для запобігання замерзанню або кристалізації речовини в Т.т. спільно з ним прокладають допоміжний обігрівальний трубопровід — супутник. Т.т. і супутник сумісно ізолюються. Для компенсації поздовжних напружень, що виникають у трубах, застосовують компенсатори.
До Т.т. належать також розподільні трубопроводи (напр. газорозподільні мережі міського газопостачання), які можуть мати розгалужену або кільцеву структуру.